# Styligi
Styligi (niem. Stilgen) – kolonia w Polsce położona w województwie warmińsko-mazurskim, w powiecie bartoszyckim, w gminie Bartoszyce. Miejscowość wchodzi w skład sołectwa Bezledy. W latach 1975–1998 miejscowość administracyjnie należała do województwa olsztyńskiego.

## Historia
W 1889 r. był to folwark, należący do majątku ziemskiego Bezledy, i był w posiadaniu rodziny von Oldenburg. W 1970 r. miejscowość określana była jako kolonia, na którą składały się dwa budynki z pięcioma mieszkaniami i 21 mieszkańcami. W osadzie funkcjonowały trzy gospodarstwa rolne, gospodarujące na łącznej powierzchni 53 ha, hodujące 14 sztuk bydła, 32 sztuki świń i pięć koni. W 1983 roku miejscowość już nie istniała.